# Utilisation de l'eau dans les centrales thermiques
Cet article traite des différentes eaux interagissant lors de la production d’électricité par les centrales électriques thermiques.
En complément, l'eau de refroidissement des centrales thermiques est la source froide du cycle thermodynamique. L’apport de cette eau industrielle permet aux centrales électriques thermiques de boucler leur circuit de transfert de la chaleur.

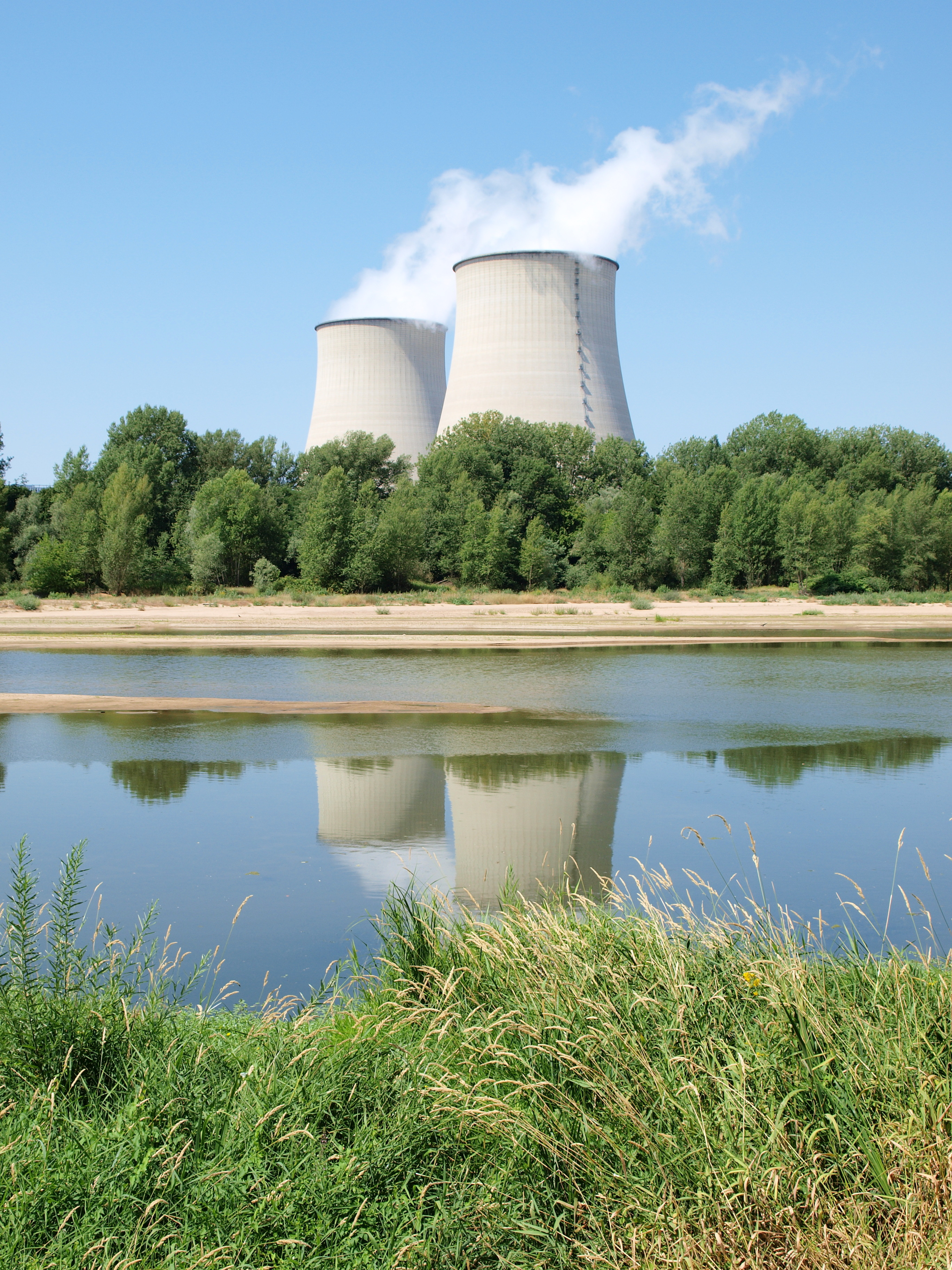
Centrale nucléaire de Belleville sur les rives de la Loire

## Principes d'une centrale à vapeur

Diagramme d'une centrale au charbon

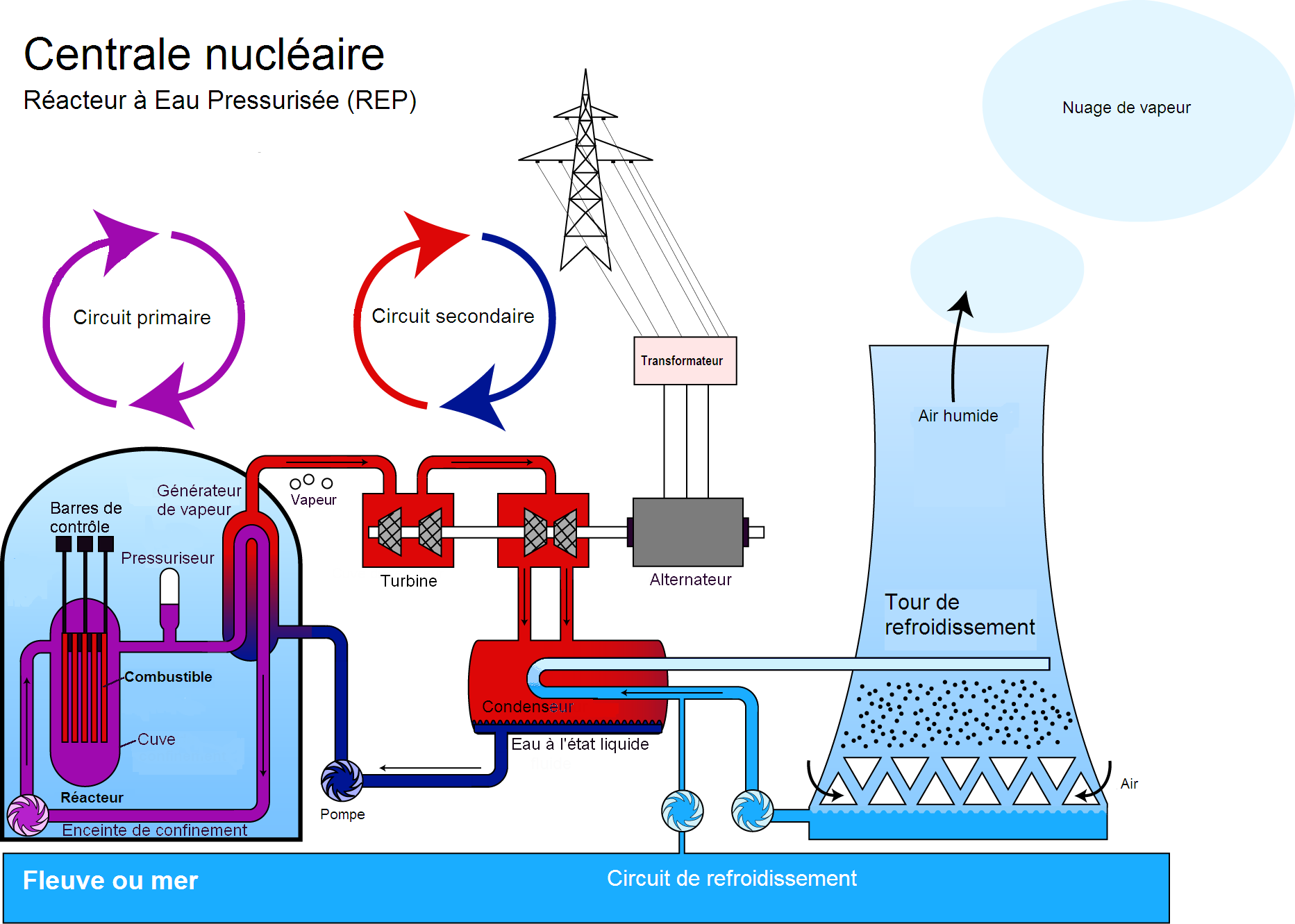
Schéma de principe d'une tranche nucléaire disposant d'un réacteur à eau pressurisée (REP) et d'une tour de refroidissement.

Schéma d'un réacteur à eau bouillante (cliquez sur l'image pour obtenir la légende)

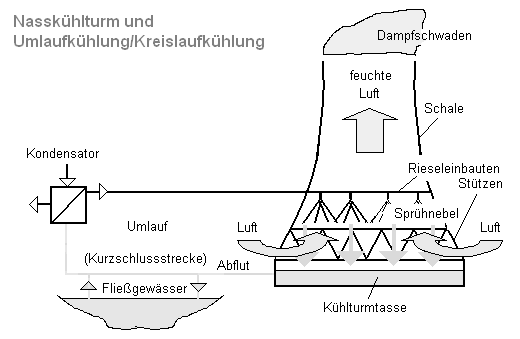
Refroidissement par recirculation avec tour aéroréfrigérante.

La finalité d'une centrale à vapeur est de produire de la puissance mécanique (convertie en énergie électrique) à partir d'énergie thermique (Heat energy (en)). Dans le cycle de fonctionnement de la centrale, les lois de la thermodynamique exigent la présence d'une « source froide »: pour 1 000 MW d'électricité produite, 2 000 MW doivent ainsi être dispersés dans la nature pour refroidir le condenseur. Le fonctionnement d'une centrale à vapeur est donc contenu dans les trois fonctions principales qui suivent, entièrement contenues dans ce qu'on appelle en thermodynamique le cycle de Rankine: comprimer l'eau liquide, la vaporiser et la porter à haute température, détendre la vapeur en produisant du travail mécanique. La vapeur détendue doit ensuite être ramenée à l'état liquide. La condensation se fait par échange thermique dans le condenseur, dans lequel un vide poussé est maintenu pour extraire les incondensables. L'eau réalise alors un nouveau cycle.
La plus grande variation dans la conception des centrales thermiques tient dans un premier temps aux différentes sources de chaleur ; l'énergie thermique est produite par combustion de combustible fossile dans une centrale à flamme, par réaction nucléaire dans une centrale nucléaire, par géothermie dans une centrale géothermique ou à partir de l'énergie solaire dans une centrale solaire thermodynamique. Une autre variation dans la conception des centrales thermiques tient à la manière dont la chaleur est communiquée au circuit de vapeur; une troisième tient à la manière dont est condensée l'eau du circuit de vapeur par un circuit de refroidissement. 
Dans un premier circuit appelé circuit primaire, une première catégorie d'eau est donc chauffée et sa chaleur communiquée à un second circuit appelé circuit secondaire ou circuit de vapeur. Cet échange de chaleur se fait au travers du générateur de vapeur. Sauf dans certaines centrales nucléaires (REP), les circuits primaires et de vapeur se confondent.
Dans le circuit de vapeur, une eau comprimée est vaporisée et surchauffée par le générateur de vapeur (une chaudière) en amont de la turbine; en aval de la turbine, la vapeur est détendue et condensée à l'aide d'une source externe d'eau de refroidissement, dans le condenseur. Entre les deux la pression a entraîné le turbo-alternateur – accouplement d'une turbine et d'un alternateur. Pour des raisons de sécurité la température maximale du cycle et la pression de la vapeur sont dans un réacteur à eau pressurisée (REP) à des niveaux bien inférieurs à ceux qui sont utilisés dans les centrales à flamme. Dans les centrales REP actuelles, la pression dans le générateur est voisine de 60 bars, et la température de la vapeur ne dépasse guère 275 °C.
Le condenseur a la particularité de travailler en dépression par rapport à l'atmosphère. Le refroidissement de l'eau dans le condenseur se fait via le passage considérable des eaux d'un fleuve, d'une rivière, d'une mer ou d'un réservoir d'eau. Cette eau aussitôt prélevée, est rejetée à qualité moindre et plus chaude, non loin de son lieu de prélèvement. Une tour aéroréfrigérante vient en appoint qui empêche de rejeter les eaux à température supérieure aux normes environnementales, employée surtout en été et lorsque le débit de la rivière devient trop faible. Les tubes du condenseur sont en laiton ou en acier inoxydable pour résister à la corrosion des deux côtés; ce qui n'empêche pas qu'ils s'encrassent à l'intérieur pendant le fonctionnement, par la dépose de bactéries ou des algues provenant de l'eau de refroidissement, ou par entartrage des minéraux, qui inhibent tous le transfert de chaleur et réduisent l'efficacité thermodynamique: l'eau en amont du condenseur doit dès lors être traitée.
Différentes configuration de centrales existent ; en particulier :
- un réacteur à eau pressurisée (REP - centrale nucléaire) utilise un système de réacteur rempli d'eau (le circuit primaire) qui génère de la chaleur utile qui est transférée dans un circuit secondaire via des générateurs de vapeur. La vapeur produite dans le circuit secondaire entraine le turbo-alternateur. La vapeur détendue est ensuite condensée à l'aide  d'eau de refroidissement (fleuve, mer ou aéroréfrigérant)[3]; Dans un REP, la température du circuit primaire évolue entre environ 290 à 325 °C. Afin de garantir la non-ébullition de l'eau primaire, la pression du circuit primaire est fixée à 155 bars[4].
- dans une centrale à combustible fossile, l'eau du circuit primaire est vaporisée dans la chaudière, la vapeur produite entraîne le turbo-alternateur. La vapeur détendue est ensuite condensée à l'aide d'eau de refroidissement (fleuve, mer ou aéroréfrigérant).
- dans un réacteur à eau bouillante (REB - centrale nucléaire), l'eau du circuit primaire – l'eau circulant dans le cœur, eau lourde ou eau légère, assure à la fois les fonctions de fluide caloporteur et de modérateur – elle est vaporisée dans le réacteur, la vapeur produite entraîne le turbo-alternateur. La vapeur détendue est ensuite condensée à l'aide d'eau de refroidissement (fleuve, mer ou aéroréfrigérant) ;
- les centrales géothermiques à condensation emploient des fluides hydrothermaux qui sont principalement de la vapeur. Le fluide dont la température est supérieure à 182 °C est pompé sous haute pression dans un réservoir situé à la surface et maintenu à une pression beaucoup plus basse, ce qui provoque la vaporisation rapide de liquide, ou « flash ». La vapeur entraîne alors une turbine à vapeur[6].

Le thème de l'eau contenue dans la piscine de stockage de combustible nucléaire est traité dans l'article correspondant.

## Eaux de centrale
La manifestation visible de l'eau employée dans une centrale est le fleuve ou la mer sur le bord desquels les centrales à flamme ou nucléaires sont construites pour leur refroidissement, ou le panache de vapeur s’échappant des tours aéroréfrigérantes. Le refroidissement est de loin, la plus grande utilisation de l’eau par les centrales électriques, qui permet de refroidir le flux sortant de la turbine.
Une centrale de vapeur implique différents circuits d'eaux, qui doivent subir différents traitements en amont et en aval. Les eaux extérieures de refroidissement doivent être filtrées et traitées chimiquement pour éviter diverses nuisances qui tiennent à l'encrassement biologique, l'entartrage, la corrosion et des micro-organismes pathogènes qui se développent dans les aux eaux chaudes (légionelles et amibes) ; les eaux du circuit de vapeur sont traitées chimiquement contre entartrage, corrosion et micro-organismes pathogènes. Ces traitements chimiques se retrouvent dans la rivière et les rejets de ce type sont encadrés réglementairement.
Les eaux employées dans les centrales nucléaires et à combustible fossiles sont pour la plupart identiques. La plus grande distinction entre centrale à flamme et nucléaire tient aux eaux en contact avec le combustible nucléaire. Dans la terminologie des eaux du secteur nucléaire, cette eau est qualifiée d'eau légère dans un réacteur à eau légère - une eau très pure servant de fluide caloporteur et de modérateur - et d'eau lourde, dans un réacteur à eau lourde pressurisée. L’eau (légère) employée dans un réacteur à eau pressurisée (REP) est additionnée d'acide borique qui vise à renforcer le rôle modérateur de l'eau. Cette eau au moment de son délestage du secteur primaire est considérée comme déchet radioactif et les rejets éventuels dans les eaux de la rivière sont strictement encadrés.
Parmi les autres utilisations majeures de l’eau dans la centrale électrique figurent dans les centrales à flamme, l’épuration des gaz de combustion, la filtration des cendres, le contrôle de la poussière.
Comme tout établissement industriel, les centrales électriques rejettent aussi des eaux usées de type domestique (eaux grises et eaux vannes. Une autre source de pollution des eaux tient au ruissellement des eaux de pluie sur le site. Les hydrocarbures dans les eaux de ruissellement, même dans les centrales nucléaires sont source de pollution des eaux. Toutes les centrales stockent et utilisent du mazout, des huiles de graissage et des huiles hydrauliques. Les plus grandes quantités de mazout stocké sont destinées aux générateurs diesel de secours et aux chaudières auxiliaires (utilisées pour fournir de la vapeur pour le chauffage et la protection contre le gel). Les plus gros volumes d’huile hydraulique utilisés se trouvent dans les turbines.
L'eau en géothermie comporte de nombreuses impuretés, des sels corrosifs et des gaz non condensables en quantité variable.

## Traitement des eaux de centrales

### Circuit primaire d'une centrale nucléaire
L’acide borique et l’hydroxyde de lithium sont les seuls produits chimiques utilisés dans le circuit primaire d'un réacteur à eau pressurisée, mais pas dans une centrale à combustible fossile. Le but de l'acide borique dissout, est d'agir en tant que modérateur: L'acide borique capte les neutrons de fission, et maintiennent la réaction nucléaire en chaîne et sont responsables de la réactivité du réacteur. L'acide borique qui est ajouté au circuit primaire du REP abaisse le pH et augmente ainsi le potentiel de corrosion. Pour contrer cet effet, un agent alcalinisant, dans la plupart de l'hydroxyde de lithium (2 à 4 mg/l), est ajouté au circuit primaire. L'hydroxyde de lithium, est enrichi artificiellement en Lithium 7 afin de minimiser la formation de tritium due au Lithium 6. Au cours d’un cycle du combustible, du lithium accompagne l’acide borique dans la « largage du circuit primaire ». En raison de leurs propriétés chimiques et de leurs effets sur l’environnement, l’acide borique et l’hydroxyde de lithium suscitent un examen moins rigoureux de la réglementation. Cependant, les rejets contenant ces produits chimiques du circuit primaire et les systèmes de traitement des déchets radioactifs sont toujours réglementés de manière stricte car ils contiennent la majeure partie des substances radioactives dans les rejets de toute centrale REP.

### Eau de refroidissement de centrale thermique
La plupart des produits chimiques utilisés dans les circuits de vapeur et de refroidissement d'un réacteurs à eau pressurisée en exploitation sont utilisés exactement aux mêmes objectifs et dans des quantités similaires à celles des centrales à combustible fossile. Les traitements consistent principalement: en filtration mécanique des eaux de refroidissement, traitements biocide et en inhibiteurs de corrosion. Les eaux du circuit de refroidissement doivent présenter des qualités particulières qui vont permettre d'éviter l'entartrage du condenseur et des tours aérofrigérantes. Les produits chimiques utilisés dans le circuit de vapeur secondaire sont généralement l'hydrazine (pour éliminer l'oxygène de l'eau) et l'ammoniac/amines (pour contrôler le pH); le circuit de refroidissement externe principal peut nécessiter un dosage de biocides, généralement du chlore. Il existe également d'autres systèmes plus petits, tels que les stations de traitement de l'eau et des eaux usées, qui utilisent et éventuellement rejettent une gamme de produits chimiques, principalement dans l'eau. Sizewell B (Centrale nucléaire de Sizewell) est la seule centrale PWR actuellement en exploitation au Royaume-Uni. Les données de rejet montrent que seul le chlore résiduel est présent à la sortie du flux principal d’eau de refroidissement à des concentrations constamment supérieures à celles de l’entrée, mais dans les limites du permis de rejet. Les rejets de centrales liés aux eaux sont de différentes natures: rejets thermiques – les centrales électriques à passage unique réchauffent les eaux de la rivière – rejets chimiques – biocides, et inhibiteurs de corrosion sont déversés dans la rivière –; rejets chimiques induits par les traitements contre les micro-organismes pathogènes, amibes et légionelles.

## Eau et catastrophes nucléaires
- L'accident nucléaire de Three Mile Island en 1979 est la suite d'un enchainement de défaillances matérielles et humaines provoquant la fusion partielle du cœur du réacteur nucléaire (à eau pressurisée – REP). La cause initiale de l’accident s’était produite onze heures plus tôt, lors d’une tentative de la part d’un opérateur de réparer un blocage sur l’un des huit polisseurs de condensat (Condensate polisher (en)), dispositif utilisé pour filtrer l'eau condensée du circuit de vapeur. Il est fréquemment rempli de résines polymères qui sont utilisées pour éliminer ou échanger des ions, de sorte que la pureté du condensat soit maintenue égale ou proche de celle de l'eau distillée. Les sécurités de la centrale n'ont par la suite pas fonctionné de manière correcte du fait qu'une vanne était anormalement fermée[10].
- La catastrophe nucléaire de Fukushima en 2011, provoquée par le séisme de la côte Pacifique du Tōhoku, nécessite encore de refroidir les trois réacteurs entrés en fusion en 2011, faute de quoi ceux-ci reprendront leurs rejets dans l’atmosphère. La centrale, dans le tremblement de terre et le tsunami qui a suivi, a vu la plupart de ses organes anéantis. À la date du 16 février 2017, le site comporte 1 100 réservoirs contenant plus de 961 000 m3 d’eau contaminée. Tepco pompe alors quotidiennement environ 300 m3 dans le sous-sol de la centrale, qui enferme probablement près de 60 000 m3 de liquide très radioactif. Pour refroidir le corium, 286 m3 d’eau fraîche sont injectés quotidiennement dans les trois réacteurs. Une partie du liquide contaminé s’échappe toujours dans le Pacifique, malgré la barrière d’acier construite dans le port. Une barrière de glace a été mise en place par congélation du sol en 2016, qui ne devrait pas pouvoir fonctionner au-delà de 2021[11]. L'eau devrait finalement être filtrée à plusieurs reprises, diluée, puis rejetée dans l'océan, annonce le gouvernement japonais en mars 2021[12]. Pendant des années, Tepco a affirmé que l'eau traitée stockée à côté de la centrale ne contenait que du tritium, mais les données sur son site Web ont montré que le processus de traitement n'avait pas réussi à éliminer de nombreux radionucléides dangereux, pour partie à cause de la nécessité de traiter d'énormes quantités d'eau à la hâte après l'accident. Tepco a reconnu en 2018 que 70% de l'eau était toujours contaminée par des éléments radioactifs dangereux - compris le strontium 90, qui devront être traités à nouveau avant rejet[13]. La méthode d'épuration est appelée Advanced Liquid Processing System. Une fois la concentration de césium et de strontium contenue dans l'eau contaminée réduite, l'installation d'élimination de nucléides (Multi-nuclide Removal Facility) élimine la plupart des matières radioactives à l'exception du tritium[14]. Le tritium est dilué avant rejet[12].